# Oreonetides vaginatus
Oreonetides vaginatus là một loài nhện trong họ Linyphiidae. Chúng có kích thước từ 3-3,5 mmt.